# Peter Esiri
Peter Esiri (* 11. September 1928) ist ein ehemaliger nigerianischer Dreispringer.
1954 gewann er bei den British Empire and Commonwealth Games in Vancouver Silber. Bei den Olympischen Spielen 1956 in Melbourne qualifizierte er sich für das Finale, in dem ihm jedoch kein gültiger Sprung gelang. Seine persönliche Bestleistung von 15,47 m stellte er am 7. April 1956 in Accra auf.